# 2023年北区長選挙
2023年北区長選挙（2023ねんきたくちょうせんきょ）は、2023年（令和5年）4月23日に執行された東京都北区長を選出するための選挙。第20回統一地方選挙の日程で実施された。

## 選挙データ

### 告示日・執行日
- 告示日：2023年（令和5年）4月16日
- 執行日：2023年（令和5年）4月23日

### 同日選挙
- 北区議会議員選挙

## 立候補者
（立候補届け出順）
| 氏名                             | 年齢 | 党派   | 現元新 | 職業・肩書       |
| -------------------------------- | ---- | ------ | ------ | ---------------- |
| 橋本弥寿子 （はしもと やすこ）   | 70   | 無所属 | 新     | 市民団体理事     |
| 花川與惣太 （はなかわ よそうた） | 88   | 無所属 | 現     | 北区長（現職）   |
| 山田加奈子 （やまだ かなこ）     | 51   | 無所属 | 新     | 元東京都議会議員 |
| 駒崎美紀 （こまざき みき）       | 44   | 無所属 | 新     | 元北区議会議員   |

## タイムライン
2022年
- 12月1日 - 大沢樹生が立候補を表明[1]。

2023年
- 2月8日 - 駒崎美紀が立候補を表明[2]。
- 2月10日 - 花川與惣太が立候補を表明[3]。
- 3月1日 - 橋本弥寿子が立候補を表明[4]。
- 3月28日 - 山田加奈子が立候補を表明[5]。自民、維新、公明推薦。
- 4月5日 - 大沢が立候補を辞退し、花川への支援を表明[6]。

## 選挙結果
※当日有権者数：281,410人 最終投票率：51.61%（前回比：0.13pts）
| 候補者名   | 年齢 | 所属党派 | 新旧別 | 得票数   | 得票率 | 推薦・支持                       |
| ---------- | ---- | -------- | ------ | -------- | ------ | -------------------------------- |
| 山田加奈子 | 51   | 無所属   | 新     | 48,308票 | 34.11% | 自由民主党・日本維新の会・公明党 |
| 駒崎美紀   | 44   | 無所属   | 新     | 41,095票 | 29.01% |                                  |
| 花川與惣太 | 88   | 無所属   | 現     | 39,702票 | 28.03% |                                  |
| 橋本弥寿子 | 70   | 無所属   | 新     | 12,528票 | 8.85%  | 日本共産党・社会民主党           |

各候補の得票率